# Рощин, Фёдор Яковлевич
Фёдор Яковлевич Рощин (1841, Костромская губерния—11 января 1916, Яранск) — яранский купец 2-й гильдии, меценат.
Родился в бедной крестьянской семье Костромской губернии, в пятилетнем возрасте остался без отца. Чтобы не умереть с голоду, приходилось просить милостыню. Семи лет от роду ребёнка отдали в подпаски (помощник пастуха), затем односельчане доверили стадо ему самому. Позднее паренька себе в помощники взял его крёстный, который был офеней-коробейником. Вскоре Фёдор стал заниматься мелкой торговлей уже самостоятельно, а поскольку лошади у него не было, то товар от деревни к деревне возил на салазках. Зимой торговал, а летом возвращался к крестьянским работам. Впоследствии молодой человек перебрался в город Яранск.
Фёдор Яковлевич считался главным благотворителем Яранска. Например, он пожертвовал 10 тыс. руб. на строительство городского водопровода. Участвовал в обеспечении существования земского училища, публичной библиотеки, Дома трудолюбия, Мариинского детского приюта и др. В 1901 году основал Куженерский Никольский монастырь. За благотворительность ему было присвоено звание почётного гражданина города. Выделил 1000 руб. на содержание Благовещенской церкви, самой древней из сохранившихся в Яранске.
Скончался 11 января 1916 года в возрасте 75 лет и был удостоен великой почести – его погребли в Куженерском монастыре у стены главного храма. 13 января его отпевали при громадном стечении народа. Службу совершал епископ Новгород-Северский Пахомий в сослужении 14 священников и 5 диаконов.

## Награды и звания
- Почётный гражданин Яранска (1911)
- Орден Святой Анны 3 ст.
- Орден Святого Станислава 2 ст.

## Семья
- Сын — Василий (ум. 03.03.1896)
- Дочь — Анна (ин. Ангелина), казначея Куженерского Никольского монастыря.